# Ludwigia lacustris
Ludwigia lacustris är en dunörtsväxtart som beskrevs av Edwin Hubert Eames. Ludwigia lacustris ingår i släktet ludwigior, och familjen dunörtsväxter. Inga underarter finns listade i Catalogue of Life.